# Збірна Бразилії з пляжного футболу
Збірна Бразилії з пляжного футболу — національна збірна, що представляє Бразилію в міжнародних турнірах з бічсокеру. Управляє збірною Бразильська конфедерація пляжного футболу (CBBS, порт. Confederação Brasileira de Beach Soccer). Найуспішніша, найбільш титулована команда в історії пляжного футболу, що стояла біля витоків цього виду спорту. Має прізвиська: королі пляжу та канарки.
Жодна з 17 світових першостей не обходилася без участі бразильців і проходили вони в 1995-2007 роках виключно на їхніх аренах (Копакабана). Переможці 13 з 16 чемпіонатів світу, що вже відбулися, і учасники 17-го чемпіонату, який пройшов 18-28 вересня на острові Таїті. В групі С вони зустрілись з командами Сенегалу, Ірану та України. Кваліфікувалася збірна Бразилії лише з третього місця Кубку Латинамерики.
Бразилія має досить потужний внутрішній чемпіонат, у якому борються пляжні футбольні команди знаменитих клубів, таких як Фламенго, Васко да Гама. Традиційно значна кількість майстрів є легіонерами у провідних командах Європи, зокрема в РФ. У найкращі часи (сезони 2007 і 2008 років) королі пляжу грали й у чемпіонаті України.
Тренером канарок у липні 2013 призначений Андрей Валеріо порт. Andrey Valério. Він повернувся в команду після багаторічної перерви. До цього провів на головній тренерській посаді 46 офіційних матчів, у яких збірна здобула 45 перемог, приводив її до «золота» в двох чемпіонатах світу, Кубку Латинамерики та Мундіаліто.

### Конфлікт між CBBS і рядом зірок збірної
Цього року королі зіткнулися з рядом проблем, які можуть вплинути на гру в фінальній частині чемпіонату світу. Як повідомляють новинарі, в червні 2013 Бразильська конфедерація пляжного футболу засудила ряд гравців і, в тому числі, тодішнього наставника збірної Жуніора Неґао. Приводом конфлікту стало проведення в Манаусі не визнаного Конфедерацією турніру Клубний Кубок Бразилії, участь у якому, попри несхвалення CBBS, брали . Як видно з наступних подій, тренер збірної таки був зміщений, натомість, погроза щодо дискваліфікації гравців, серед яких і деякі "збірники", не була виконана або наразі про це не відомо. Суттєвих змін у переліку гравців на сайті Конфедерації з попередніми турнірами немає.